# Neudorf
Neudorf foi uma comuna da Suíça, no Cantão Lucerna, com cerca de 1.055 habitantes. Estendia-se por uma área de 12,81 km², de densidade populacional de 82 hab/km². Confinava com as seguintes comunas: Beromünster, Eich, Gunzwil, Hildisrieden, Römerswil, Sempach.
A língua oficial nesta comuna era o Alemão.

## História
Em 1 de janeiro de 2009, passou a formar parte da comuna de Beromünster.